# Arnost Kraus
Arnost Ilja (Arnost) Kraus (Amsterdam, 19 november 1973) is een Nederlands acteur. Kraus volgde theaterlessen aan de Toneelschool Amsterdam. Ook volgde hij privélessen en cursussen bij Paula Petri en Helmert Woudenberg.
In 1997 speelde Arnost Kraus de rol van Carlo in het tweede seizoen van de TROS-serie Fort Alpha. Twee jaar later speelde hij de gastrol van ijshockeyer William Smit in Goede tijden, slechte tijden. Tijdens deze periode speelde hij vooral scènes met actrice Paulette Smit en acteur Ferri Somogyi.
Na een gastrol in Westenwind, nam Kraus de rol van Harm van Cloppenburg over van acteur Winston Gerschtanowitz in Goudkust. Hij speelde de rol tot het einde van de serie in 2001.

## Filmografie
- 1997 - Fort Alpha - Carlo
- 1997 - Vrienden en vijanden - Tony
- 1999 - Goede tijden, slechte tijden - William Smit
- 2000 - Westenwind - Alex
- 2000 - Goudkust - Harm van Cloppenburg (2000-2001)
- 2006 - Lieve Lust - Alex
- 2006 - Met een been in het graf - Martijn (2006)
- 2008 - Onderweg naar Morgen - Adri Mans (2008-2009, 2009 - 2010)
- 2012 - Alles is familie - Man echtpaar ziekenhuis
- 2018 - De Spa - Morre
- 2019 - Sune's keuze - stem van Rudolf[1]
- 2020 - Sune's Midzomermissie - stem van Rudolf[1]
- 2022 - Robotbroer - stem van Torben[1]
- 2023 - Flikken Maastricht - Adriaan Bolt

## Opleiding
- 1997-1998 - Stemlessen van Elly van Rossum
- 1993-1999 - Spellessen van Paula Petri
- 2001-2002 - Spellessen van Bart Kiene
- 2001-2002 - Zanglessen van Ineke van Klinken
- 2001-2003 - Toneelschool Amsterdam
- 2003 - Helmert Woudenberg